# Fallet Ruth Ellis – en grym kärlek
Fallet Ruth Ellis – en grym kärlek (engelska: A Cruel Love: The Ruth Ellis Story, ursprunglig originaltitel: Ruth) är en brittisk biografisk dramaserie som hade premiär på ITV den 17 februari 2025. Första säsongen består av fyra avsnitt. Serien är regisserad av Lee Haven Jones och Kelly Jones har svarat för seriens manus som är baserat Carol Ann Lees roman A Fine Day for Hanging: The Real Ruth Ellis Story som i sin tur är baserad på Ruth Ellis liv, som var den sista kvinnan som blivit dömd till att hängas i Storbritannien. I rollen som Ellis ses Lucy Boynton.
Serien har premiär på SVT och SVT Play den 19 mars 2025.

## Handling
Serien kretsar kring Ruth Ellis (Lucy Boynton) liv och följer henne från ung chef för en nattklubb via hennes våldsamma förhållande med den man som hon till sist skjuter ihjäl till hennes rättegång och straff.

## Rollista (i urval)
- Lucy Boynton – Ruth Ellis
- Toby Jones – John Bickford
- Laurie Davidson
- Mark Stanley
- Joe Armstrong
- Arthur Darvill
- Juliet Stevenson
- Toby Stephens